# Omosessualità e cattolicesimo
La Chiesa cattolico-romana si è occupata spesso della valutazione etica e della regolazione disciplinare dell'omosessualità per quanto riguarda i suoi fedeli e in generale per tutti gli esseri umani.

Molteplici sono i documenti emanati dal Magistero cattolico in merito all'omosessualità. La posizione ufficiale attuale continua ad essere quella espressa nella Dichiarazione "Persona humana" circa alcune questioni di etica sessuale emanata dalla Congregazione per la dottrina della fede nel gennaio 1976, la quale, dopo aver distinto tra omosessuali la cui tendenza [...] è transitoria e omosessuali [...] di istinto innato o di costituzione patologica, giudicata incurabile, indica per questi ultimi che: 

Questa posizione è stata ribadita dieci anni dopo nel documento "De pastorali personarum homosexualium cura"  (Cura pastorale delle persone omosessuali), emanato dalla stessa Congregazione per la dottrina della fede nel 1986 a firma dell'allora cardinale Joseph Ratzinger, che recita:
(De pastorali personarum homosexualium cura, 1986, Joseph Ratzinger)
La posizione dalla Chiesa cattolica è attenta alle discriminazioni subite dal singolo omosessuale e condanna fermamente qualsiasi atto o espressione malevola nei suoi confronti. Al contempo, però, la Chiesa cattolica ha spesso espresso una netta contrarietà a qualunque riconoscimento pubblico delle unioni tra persone dello stesso sesso. Per molti critici ciò è prova di una omofobia ideologica intrinseca nella tradizione cattolica; per i difensori della posizione cattolica, invece, questi pronunciamenti sono conseguenza diretta dei principi della stessa fede cristiana (di matrice biblica), e non possono essere contestati neanche in nome della laicità dello Stato, in quanto rientrano fra i diritti al proprio credo religioso tutelati, per esempio, dalla Costituzione della Repubblica italiana.
La posizione magisteriale incontra un crescente dissenso nella stessa Chiesa, sia fra i fedeli di alcune aree geografiche, che fra alcuni vescovi che fra gli stessi teologi. Secondo alcuni, il pontificato di papa Francesco avrebbe introdotto un cambiamento di direzione anche da parte dell'autorità gerarchica: dichiarazioni di Francesco come «Se una persona è gay e cerca il Signore e ha buona volontà, chi sono io per giudicarla?» hanno fatto discutere, e lo stesso pontefice ha condannato pubblicamente ed esplicitamente ogni criminalizzazione dell’omosessualità.

## Pronunciamenti del Magistero cattolico-romano recente
Nel Catechismo di Pio X, l'omosessualità, chiamata "impurità contro natura", era uno dei quattro "peccati che gridano vendetta al cospetto di Dio". Lungo il secolo XX, tuttavia, la Chiesa cattolico-romana cominciò a introdurre una distinzione importante nel formulare il suo giudizio morale sull'omosessualità:
- da una parte pone la "tendenza" omosessuale, la cui origine non è ancora chiara;
- dall'altra parte i rapporti sessuali tra persone dello stesso sesso.

La prima, la "tendenza omosessuale", appartiene alla sfera pre-morale, alla stessa maniera di tutte le altre cose che la persona umana "sente", sperimenta senza avere scelto.
I secondi, ovvero il "comportamento" nell'atto sessuale, appartiene alla sfera della volontà, delle decisioni, di quello che la persona umana vuole "fare" della sua vita.
Un'altra distinzione che la Chiesa cattolica ritiene importante fare è tra la valutazione morale "oggettiva" e quella "soggettiva" (questa distinzione vale sempre, in ogni valutazione morale, indipendentemente dall'oggetto):
- quando una persona o una comunità formulano un giudizio morale, lo esprimono sempre a livello oggettivo, giudicando moralmente un certo tipo di azione come buona o cattiva;
- il giudizio morale soggettivo deve invece essere sempre molto cauto, perché nessuno è in grado di valutare tutte le implicazioni e interferenze, il passato e l'educazione, ecc., che hanno contribuito a plasmare un certo comportamento.

Per esempio, la corruzione è un peccato grave, mentre le persone corrotte devono essere avvicinate con umanità e aiutate a cambiare. È la distinzione tra peccato e peccatore che faceva papa Giovanni XXIII coerentemente con l'insegnamento costante del Magistero: si condanna il primo, ma per salvare il secondo.
Sostanzialmente, la dottrina afferma che i rapporti sessuali fra persone dello stesso sesso non possono essere approvati in nessun caso, e che sarebbero contrari alla legge naturale anche qualora, come alcuni sostengono, l'omosessualità non fosse il risultato di una scelta deliberata; anche in questo caso, infatti, permane quella libertà fondamentale che caratterizza la persona umana e che le consente di evitare l'attività omosessuale.
Nella dichiarazione Persona Humana del 1976 si legge che gli esseri umani, uomini e donne, devono obbedire alla legge di Dio, rispettando la loro propria natura:
Questi principi fondamentali, che la ragione può cogliere, sono contenuti nella legge divina, eterna, oggettiva e universale, per mezzo della quale Dio, nel suo disegno di sapienza e di amore, ordina, dirige e governa l'universo e le vie della società umana. Dio rende partecipe l'uomo di questa sua legge, cosicché l'uomo, sotto la sua guida soavemente provvida, possa sempre meglio conoscere l'immutabile verità. Questa legge è accessibile alla nostra conoscenza.»
(Congregazione per la Dottrina della Fede, Persona Humana)
Papa Benedetto XVI, nella Homosexualitatis Problema - Lettera ai vescovi della chiesa cattolica sulla cura pastorale delle persone omosessuali, fa le sue dichiarazioni riguardo all'omosessualità nel Cristianesimo e ai comportamenti a cui gli omosessuali devono attenersi:
La teologia della creazione, presente nel libro della Genesi, fornisce il punto di vista fondamentale per la comprensione adeguata dei problemi posti dall'omosessualità. Dio, nella sua infinita sapienza e nel suo amore onnipotente, chiama all'esistenza tutta la realtà, quale riflesso della sua bontà. Egli crea a sua immagine e somiglianza l'uomo, come maschio e femmina. Gli esseri umani perciò sono creature di Dio, chiamate a rispecchiare, nella complementarità dei sessi, l'interiore unità del Creatore. Essi realizzano questo compito in modo singolare, quando cooperano con lui nella trasmissione della vita, mediante la reciproca donazione sponsale.
Che cosa deve fare dunque una persona omosessuale, che cerca di seguire il Signore? Sostanzialmente, queste persone sono chiamate a realizzare la volontà di Dio nella loro vita, unendo ogni sofferenza e difficoltà che possano sperimentare a motivo della loro condizione, al sacrificio della croce del Signore. Per il credente, la croce è un sacrificio fruttuoso, poiché da quella morte provengono la vita e la redenzione. Anche se ogni invito a portare la croce o a intendere in tal modo la sofferenza del cristiano sarà prevedibilmente deriso da qualcuno, si dovrebbe ricordare che questa è la via della salvezza per tutti coloro che sono seguaci di Cristo.
Le persone omosessuali sono chiamate come gli altri cristiani a vivere la castità. Se si dedicano con assiduità a comprendere la natura della chiamata personale di Dio nei loro confronti, esse saranno in grado di celebrare più fedelmente il sacramento della Penitenza, e di ricevere la grazia del Signore, in esso così generosamente offerta, per potersi convertire più pienamente alla sua sequela.»
(Joseph Ratzinger, Congregazione per la Dottrina della Fede, Lettera ai vescovi della chiesa cattolica sulla cura pastorale delle persone omosessuali)
L'orientamento omosessuale, che molti uomini e donne presentano, è considerato dal Catechismo della Chiesa cattolica come inclinazione "oggettivamente disordinata".
(Catechismo della Chiesa cattolica)
(Catechismo della Chiesa cattolica)
La Chiesa cattolica considera l'omosessualità sotto il profilo morale e non adotta una specifica teoria delle cause, sebbene siano state avanzate numerose teorie sulla differenziazione dell'orientamento sessuale. Il Catechismo della Chiesa Cattolica, a proposito dell'orientamento omosessuale, si limita ad affermare:
(Catechismo della Chiesa Cattolica, 2357)
(Catechismo della Chiesa Cattolica, 2358, edizione del 1992)
(Catechismo della Chiesa Cattolica, 2358, emendamento del 1995)
La Chiesa cattolica, d'altronde, condanna esplicitamente le aggressioni verbali e fisiche ai danni delle persone omosessuali:
(Congregazione per la Dottrina della Fede, Lettera ai vescovi della Chiesa cattolica per la cura pastorale delle persone omosessuali, 1986)

## Interpretazione dei riferimenti alla sessualità nei testi biblici
La Bibbia, secondo la Chiesa cattolica, afferma chiaramente che Dio ha creato l'uomo e la donna (Genesi 1,27) con la loro differenza sessuale, e che il primo ha trovato nella seconda un «aiuto che gli fosse simile», «osso delle mie ossa e carne della mia carne» (Genesi 2,18-24).
La Bibbia, secondo l'interpretazione cattolica, vede la procreazione come un aspetto fondamentale della vita umana. Pertanto, la coppia eterosessuale che abbia contratto matrimonio sarebbe l'unica depositaria dell'immagine Trinitaria di Dio; la ricchezza dei sessi risiede nel loro incontro-confronto-dialogo per essere segno di fecondità come Dio è fecondo nell'"entrare" nel mondo dell'altro "dimenticandosi" di sé, così come fa Dio con noi.
Come si è visto, parlano invece dell'omosessualità altri testi del Nuovo Testamento nati in ambiente di cultura greca, lì il giudizio morale che viene espresso è condannatorio diversamente da alcuni costumi dell'epoca, ma coerentemente con alcuni aspetti della cultura religiosa e filosofica del tempo.

In particolare, il primo capitolo di Lettera ai Romani che recita: 
(Lettera ai Romani 1,21)
In base a queste interpretazioni, il giudizio morale della Chiesa cattolica sull'omosessualità è il seguente:
- l'attività omosessuale riduce il ricco simbolismo, significato e fine presente nel disegno del Creatore. Nella sua intrinseca sterilità esso contraddice la vocazione ad una vita di auto-donazione nell'amore espressa dall'unione complementare coniugale fra uomo e donna.
- Anche se «la genesi psichica dell'omosessualità rimane in gran parte inspiegabile», la tradizione della Chiesa ha sempre dichiarato che «gli atti di omosessualità sono intrinsecamente disordinati», «Sono contrari alla legge naturale. Precludono all'atto sessuale il dono della vita. Non sono il frutto di una vera complementarità affettiva e sessuale. In nessun caso possono essere approvati».[28]

## Il peccato di sodomia nei Padri e Dottori della Chiesa latina

### Padri della Chiesa
La prima effettiva condanna della sodomia è stata spesso fondata dai Padri della Chiesa sul racconto biblico della distruzione di Sodoma e Gomorra, le città che rappresentano i "desideri più perversi e peccaminosi".
Tertulliano (150-230 circa) fu uno scrittore teologo latino, uno dei padri latini dell'apologetica della Chiesa cattolica, il cristiano poi passato al movimento del montanismo verso la fine della sua esistenza. Ebbene, secondo lui le passioni che conducono agli atti sodomitici non sono solamente dei peccati, vale a dire atti volontari e deliberati contraddicenti la legge divina, bensì caratteristiche che non appartengono alla natura umana e pertanto - come logica conseguenza - del tutto incompatibili con la totalità della comunità ecclesiale.
Sant'Ambrogio (340-397) fu vescovo dell'arcidiocesi di Milano ed uno dei padri latini della Chiesa. Egli giudica la legittimità degli atti sodomitici facendo riferimento per l'appunto all'episodio dei sodomiti; questo gli permise di stabilire una gerarchia degli "atti disonorevoli": lo stupro delle figlie di Lot è meno grave della violenza rivolta contro i suoi ospiti angeli "di sesso maschile" e questo perché il primo appartiene ancora all'"ordine naturale" (uno stupro omosessuale e/o di angeli è dunque maggiormente colpevole della violenza contro le donne).

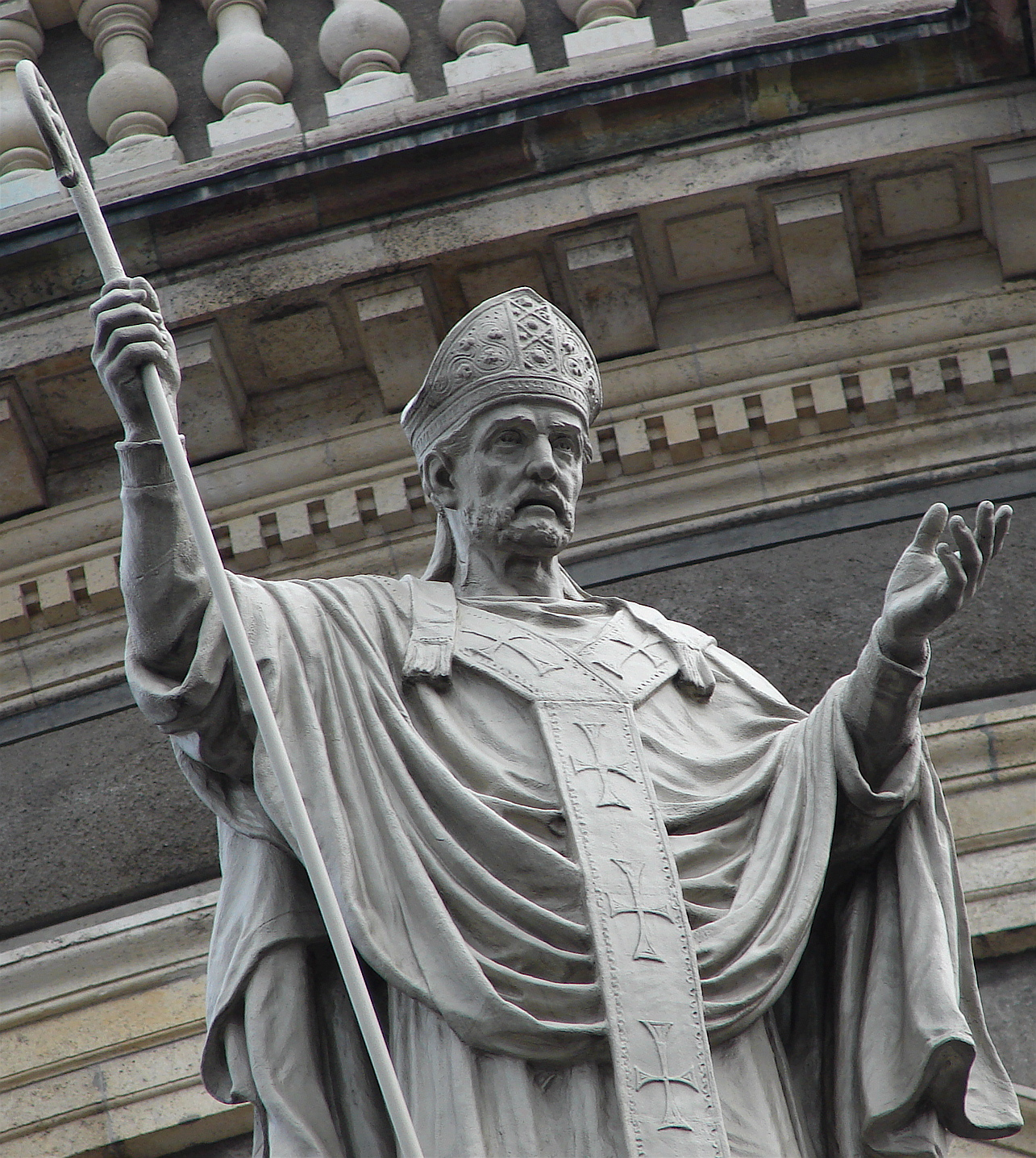
Statua raffigurante Giovanni Crisostomo di Christian Carl Peters (1885).

Giovanni Crisostomo (345-407 circa) fu patriarca di Costantinopoli e uno dei padri greci della Chiesa cattolica, della Chiesa ortodossa e delle Chiese ortodosse orientali. La Sodomia è, secondo lui, un "atto infame" che fa male all'anima più che al corpo, che mette in evidenza il posto della natura dell'uomo nella gerarchia degli esseri e cioè sotto all'animale bruto del tutto privo della facoltà dell'intelligenza. La punizione scatenata contro le "due città maledette" è anche una promessa dell'Inferno. La sua origine sta nella cieca ricerca del piacere e nella totale dimenticanza del timore di Dio.

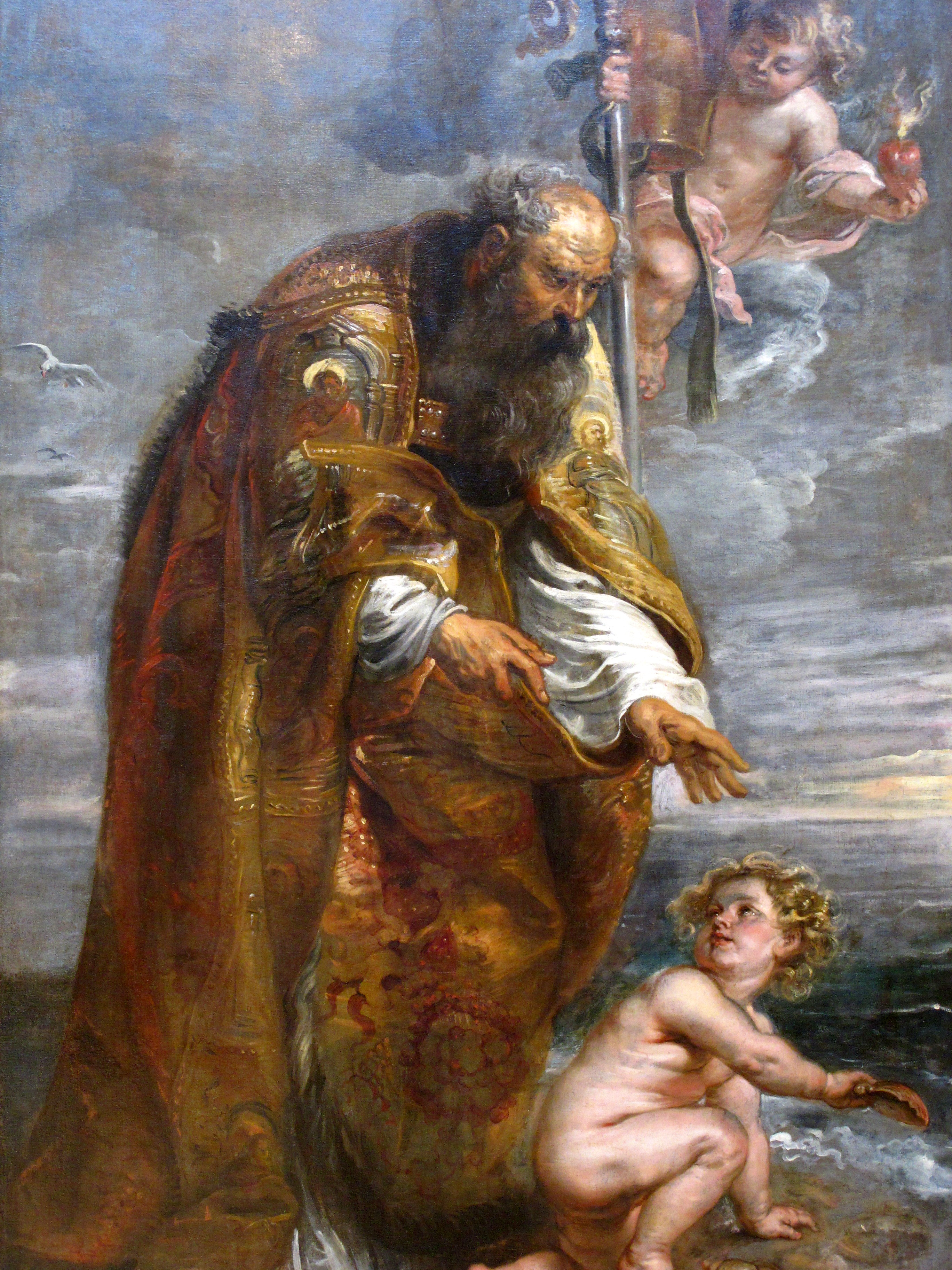
Agostino d'Ippona di Peter Paul Rubens (1636-38)

Agostino d'Ippona (354-430) da giovane fu un sostenitore del manicheismo e si convertì solamente in età adulta, seguendo il pio esempio della madre Santa Monica; fu vescovo d'Ippona (nell'attuale Algeria) e rappresenta uno dei principali padri latini della Chiesa, oltre ad essere il fondatore dell'Ordine di Sant'Agostino.
Egli affermò che il fatto che Dio punì Sodoma con una pioggia di fuoco dimostra come gli atti in questione ricadano sotto un giudizio divino di condanna; queste azioni violano la natura umana creata da Dio ed anzi rompono l'alleanza instaurata tra Dio e l'umanità intera ancora ai tempi di Noè. Si tatta pertanto di atti riprovevoli in se stessi, anche se fossero praticati universalmente: per questo Lot preferì consegnare le proprie figlie allo stupro di gruppo per preservare i suoi ospiti maschi.
Nelle Confessioni d'altra parte non lesina in aperte dichiarazioni di omofilia: "mi ero fatto un amico, che la comunanza dei gusti mi rendeva assai caro. Mio coetaneo, nel fiore dell’adolescenza come me, con me era cresciuto da ragazzo. […] Con me ormai la mente del giovane errava, e il mio cuore non poteva fare a meno di lui". La sua morte li separò: "l’angoscia avviluppò di tenebre il mio cuore... Tutte le cose che avevo avuto in comune con lui, la sua assenza aveva trasformate in uno strazio immane. I miei occhi se lo aspettavano dovunque senza incontrarlo, odiavo il mondo intero perché non lo possedeva e non poteva più dirmi: “Ecco, verrà”, come durante le sue assenze da vivo".
Confessa che appena giunto che fu a Cartagine: "dovunque intorno a me rombava la voragine degli amori peccaminosi […] inquinavo la polla dell’amicizia con le immondizie della concupiscenza, ne offuscavo il chiarore con il Tartaro della libidine. Sgraziato, volgare, smaniavo tuttavia, nella mia straripante vanità, di essere elegante e raffinato. Quindi mi gettai nelle reti dell’amore, bramoso di esservi preso".
Papa Gregorio I (540-604) fu il 64º papa, medico ed uno dei padri latini della Chiesa; secondo lui la punizione di Sodoma con uno spettacolo di zolfo e fuoco per analogia assomiglia alla puzza e alla sporcizia del corpo e dei suoi "desideri perversi".

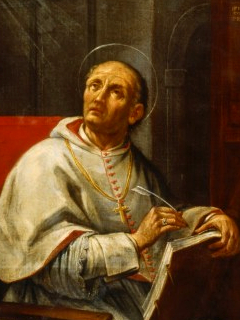
Pier Damiani.

### Dottori e teologi della Chiesa latina nel Medioevo
Pier Damiani (1007-72) venne inizialmente guidato dalla vocazione eremitica nella congregazione camaldolese, ma nel 1058 fu creato arcivescovo. Nel 1051 aveva scritto il Liber Gomorrhianus dedicato a Papa Leone IX, un'opera in cui denuncia i vizi del clero e le pratiche sodomitiche in particolare in alcuni dei suoi membri. Nel 1823 Papa Leone XII lo dichiarò dottore della Chiesa.
Secondo Pier le pratiche dei sodomiti offendono la natura umana, la retta ragione, la presenza dello Spirito Santo nell'anima umana e dimostrano di essere una "possessione diabolica"; esse sono il peggiore di tutti i vizi in quanto si aprono da sole le porte infernali. Accrescono la ribellione contro il divino, si separano dalle virtù angeliche e rosicchiano l'anima in segreto; costringono a vivere nell'ipocrisia e fanno perdere la dignità umana.
Alano di Lilla (1120-1202 circa) fu un filosofo e teologo della Scolastica, divenne monaco dell'ordine cistercense e venne inviato come missionario per convertire gli Albigesi; colpito nel 1168 da un'accusa di sodomia venne messo sotto processo. Ma fu proprio in quest'occasione che scrisse Liber de planctu Naturæ (o Enchiridion de natura rerum o Tractatus contra Sodomiae vitium) in cui dà una lunga descrizione del peccato sodomita ed espone discorsi metafisici e moraleggianti.
Secondo Alano la Natura - istituito vicario di Dio - crea la vita e ordina il dominio dell'amore, la procreazione e la permanenza delle specie, mediante le sue leggi che sono, in concomitanza, le leggi divine. Ora, "Venere", ha tradito il piano divino e, dalla sua unione legittima con "Hymen" (matrimonio) è caduta tra le braccia del suo amante "Antigamus" (anti-matrimonio). Ma la Natura si rivolta soprattutto contro l'amore che si oppone ad essa (l'omosessualità), perché Venere ha distrutto "una moltitudine di uomini facendoli naufragare" per fare di loro degli uomini devirilizzati: "il tipo attivo del sesso è la vergogna e l'orrore di cadere nel tipo passivo". L'omosessualità "ermafrodita" sta perdendo gli uomini facendo loro svolgere il ruolo di entrambi i sessi; la bellezza femminile è in tal maniera disprezzata e deprivata di qualsiasi frutto.
Pietro Cantore (1130-97 circa) fu un vescovo e teologo scolastico; morì lungo la strada che conduce alla città di La Champenoise prima di poter raggiungere l'abbazia cisternense di Longpont: vestì l'abito monacale solo poco prima del trapasso. Nel suo Verbum Abbreviatum seu Summa de Vitiis et Virtutibus dedica un intero capitolo al "vizio sodomitico", che egli equipara all'omicidio, ritenendo che questi due peccati si equivalgano: "gli assassini e i sodomiti distruggono e fanno perire [uomini], come [sono] nemici e [sono] nemici speciali di Dio e del genere umano" in quanto Dio ordinò esplicitamente ad Adamo ed Eva di "crescere e moltiplicarsi" (Libro della Genesi 1:28).
A causa di ciò Dio, che per pazienza e bontà differisce la punizione degli altri peccati, non prevede una penitenza per i sodomiti, ma li punisce già in questo mondo con l'invio di un fuoco che consuma tutto il cielo preso direttamente dalle fiamme dell'inferno. Una tale interpretazione è stata spesso ripetuta, fino a tutti i secoli XIV e XV, in particolare nella legislazione civile e nobiliare.

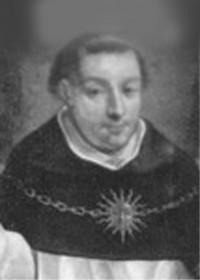
Tommaso d'Aquino.

La vita del prete o del monaco, che ha pronunciato un voto di castità, secondo la teologia scolastica è un esempio morale di pari dignità davanti a Dio e davanti agli altri uomini, o superiore, a quello della coppia sposata con figli. La pratica della castità è lecita anche per i laici, vale a dire per coloro che restano single senza compiere la scelta sacerdotale, così come all'interno delle coppie sposate. In questa visione, il fedele (sacerdote o laico) rinuncia all'attività sessuale per aprirsi a un amore più grande e universale di quello rivolto a vita ad una singola persona, la sessualità non è negata o repressa contro la natura umana, ma è sublimata in altro modo. Tuttavia, anche con una dichiarata scelta di castità, per le persone che affermano le proprie tendenze omosessuali, vige la regola del Magistero che vieta di ammetterli nei seminari e nei monasteri. Dal punto di vista morale, la difficoltà soggettiva di praticare questa scelta di castità è un merito che non prevale e non cancella la colpa legata alla sola presenza di desideri e fantasie omosessuali, anche se questi non trovano una concreta realizzazione.
Tommaso d'Aquino (1225-74) fu un teologo scolastico e filosofo religioso appartenente all'ordine dei frati predicatori; venn canonizzato nel 1323 e riconosciuto dottore della Chiesa cattolica nel 1567 (patrono delle università, delle scuole e delle accademie). Per Tommaso la sodomia è un peccato mortale rivolto contro la Natura. Ora, un "peccato mortale comporta la perdita della carità e la privazione della grazia santificante, cioè dello stato di Grazia. Se non è riscattato dal pentimento e dal perdono di Dio, provoca l'esclusione dal regno di Cristo e la morte eterna dell'inferno".
Questo è il peccato più grave nel tipo della lussuria il quale "per definizione, viola l'ordine e la misura della ragione nel campo sessuale". si tratta di un grave insulto contro Dio e il suo ordine naturale. La sodomia è un peccato più grave anche della zooerastia (andare con le bestie). In realtà essa priva l'uomo dello scopo che Dio ha dato per l'unione sessuale, che è esclusivamente quello della procreazione.
La Summa Theologiae (quaestio 105, articolo 7) fa un minimo accenno finale all'omosessualità, dopo una trattazione sul piacere che secondo Aristotele e l'Aquinate è in generale qualcosa di naturale e legittimo. L'Aquinate distingue i piaceri della natura umana in piaceri della ragione -che sono la contemplazione della verità e gli atti di virtù-, dai piaceri della natura in quanto si distingue dalla ragione, in quanto comune all'uomo e agli altri esseri, come quelli che riguardano la conservazione del corpo o quanto all'individuo, come il cibo, la bevanda, il sonno e simili, o quanto alla specie, come l'uso della sessualità «in alcuni individui si corrompe qualcuno dei princìpi naturali della specie, e così ciò che è contro la natura della specie diviene, sotto un certo aspetto, naturale per essi. […] Così dunque può capitare che quanto è contrario alla natura dell'uomo, sia rispetto alla ragione che rispetto alla conservazione fisica, diventi naturale per quest'uomo determinato, per la corruzione della natura verificatasi in lui. E questa corruzione può dipendere dal corpo - da una malattia, p. es., che ai febbricitanti fa sembrare amare le cose dolci e viceversa; o da una complessione viziosa, per cui alcuni provano piacere nel mangiare la terra o il carbone, o in altre cose del genere; - oppure dall'anima: ed è così che alcuni per consuetudine provano piacere nell'antropofagia, nel rapporto sessuale con le bestie, nell'omosessualità o in altre cose del genere, che non sono conformi alla natura umana».

##### L'omosessualità in Ildegarda di Bingen

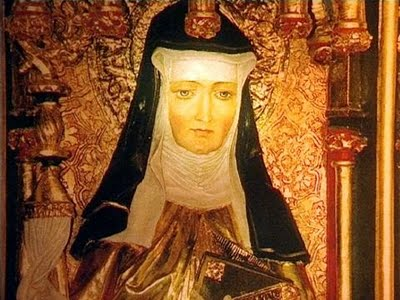
La mistica Ildegarda di Bingen.

Ildegarda di Bingen (1098-1179) fu una monaca appartenente all'ordine benedettino della Renania; badessa e fondatrice di abbazie, affermò di ricevere visioni divine fin dall'infanzia, raccolte poi nella sua opera illustrata intitolata Sci vias Dei (conoscere le vie di Dio, del 1151-2), oltre a Liber vitæ meritorum (1158-63) e Liber divinorum operum (1163-74). Secondo Ildegarda il fatto che un uomo adotti la "morbidezza" femminile e che si comporti in tale maniera con gli altri uomini o, altresì, per una donna copiare la funzione virile unendosi con un'altra donna li rendono agli occhi di Dio "sporchi, bui, lussuriosi, orribili, malvagi".
Si tratta di un'alterazione dei valori virili e femminili voluti da Dio e rimessi in discussione come istituzioni del diritto maschile e femminile il quale costituisce un crimine oltraggioso essendo un passaggio al sesso estraneo; secondo la santa cattolica quest'ignominia non può che essere opera di Satana, il serpente antico il quale mira alla scomparsa della "razza" degli uomini. Questa situazione in cui gli uomini si accendono per gli uomini facendo cose vergognose è la più grande bestemmia; la conformazione umana il cui autore è Dio viene qui totalmente decostruita "quando l'uso naturale delle donne è stato abbandonato". Questo è il motivo per cui il peccato trasforma le cose naturali nel suo contrario; essa è "la trasgressione degli uomini più immondi", simile a tutti i vizi riuniti.
L'"uso contro natura, sia con gli uomini sia con le donne" svilisce la natura dell'uomo giusto, un peccato perverso e vergognoso il quale stabilisce il potere diabolico nei cuori; esso [il diavolo], il cui odio originale che portava nei confronti della fertilità delle donne ha fatto in modo di produrlo [il peccato]. Ecco perché lui è molto felice quando gli uomini conducono i propri rapporti sessuali in una maniera contraria alla natura.
Tuttavia alcuni specialisti di storia del cristianesimo, come Kittredge Cherry della "Metropolitan Community Church", mettono in discussione l'attribuzione di questi testi a Ildegarda. Cherry ha dedicato un articolo alla santa ipotizzando ch'ella avesse una relazione lesbica con la consorella Richardis de Stade, basandosi sulla corrispondenza tra le due. Kittredege afferma che se Ildegarda veramente l'autrice dei passaggi a lei attribuiti, ciò sarebbe parte del desiderio di proteggere il suo rapporto con Richardis, facendo promesse ai suoi superiori religiosi sotto l'apparenza di sposare le loro opinioni per quanto riguarda i rapporti tra persone dello stesso sesso.
Qualunque sia la realtà di queste affermazioni è un dato di fatto che Ildegarda sia stata adottata da alcuni gay cristiani come una "santa LGBT", fondandosi sulla sua appassionata corrispondenza con la consorella. Il membro dell'ordine dei Frati Minori Robert Lentz, artista apertamente gay. e specializzato in dipinti religiosi, ha realizzato tutta una serie di icone raffiguranti Ildegarda e Richardis.

## La proibizione della sodomia nelle legislazioni e nella disciplina ecclesiastica latina

### Concili latini
Il XVI concilio di Toledo (693) afferma al terzo capitolo che "il progresso della sodomia richiede l'emanazione di severe sanzioni. Se un vescovo, un presbitero o un diacono è colpevole di questo peccato sarà deposto ed esiliato per sempre. Inoltre la vecchia legge in base alla quale i peccatori di questa specie vengono esclusi da tutti i rapporti con i cristiani e, dopo essere stati percossi vigorosamente e rasati a zero, sono mandati in esilio, continua a rimanere in vigore. Se non hanno compiuto una penitenza sufficiente non gli dev'essere concessa, sul letto di morte, l'eucaristia.
Il testo si riflette nel sinodo generale svoltosi a Reims nel 1049, sotto il pontificato di Papa Leone IX; nel canone 12 esso sottopone a scomunica tutti i sodomiti e i nuovi eretici che stavano proprio allora apparendo in territorio francese, oltre a tutti coloro che accettano da questi peccatori un qualsiasi servizio o ufficio, o che vorrebbero difenderli.
Il sinodo di Londra del 1102 dichiara al canone 28 che la sodomia è colpita con la scomunica e, subito dopo (al canone 29): "ogni domenica verrà proclamata questa frase di scomunica per tutta l'Inghilterra.
Il concilio di Nablus (1120) decreta al capitolo 8 che ogni adulto trovato ad essersi volontariamente contaminato con il peccato di Sodoma, sia attivo che passivo, dev'essere condannato alla pena di morte sul rogo; al capitolo 10 si dice che se qualcuno ha subito il delitto sodomita e lo ha tenuto nascosto, in modo da rendersi impuro una seconda volta, verrà giudicato come sodomita là dove viene trovato; al capitolo 11 si prosegue dichiarando che se qualche sodomita, ncor prima di venire accusato, si pente e, così guidato dalla penitenza, rinuncia con giuramento ad una tale lussuria abominevole, sarà ricevuto nella Chiesa e giudicato secondo le sentenze dei anoni. Ma se egli ricade nuovamente nella colpa e tenta ancora di pentirsi, sarà di certo ammesso alla penitenza, ma verrà bandito da tutto il territorio del Regno di Gerusalemme.
Nel concilio Lateranense III (1179) incontriamo per la prima volta la frase che designerà, nei documenti successivi, l'omosessualità in connessione con la distruzione di Sodoma. Al canone 11 si dichiara che coloro che vengono riconosciuti per essere affetti dall'"incontinenza contronatura", a causa della quale l'ira divina si manifestò contro i suoi figli incendiando e consumando le loro città saranno, se chierici, espulsi dal clero e ridotti a fare penitenza nei monasteri; se invece sono secolari rimangono soggetti alla scomunica e vengono tagliati fuori dalla comunione dei fedeli.
Il concilio lateranense IV (1215) emise un canone (il 14° della serie) per quanto riguardava la questione dell'incontinenza del clero in generale; tale canone fu progettato per migliorare la castità, ordinando di astenersi da qualsiasi difetto del desiderio smodato ("ab omni libidinis vitio") ed in particolare da quello a causa del quale l'ira divina cadde dal cielo contro i suoi figli malvagi. I chierici vengono sospesi se incontinenti ma se, nonostante questo, dopo celebrano la messa saranno privati da ogni beneficio ecclesiastico e deposti in perpetuo.
La lettura di questi cnoni dimostra che il peccato sodomitico fu punito molto severamente:
- il rappresentante del clero veniva sospeso dalla carica, espulso, esiliato o imprigionato;
- il laico veniva scomunicato, vale a dire che non poteva ricevere i sacramenti (scomunica minore) e/o gli veniva negata la sepoltura in terra consacrata ed ogni contatto con gli altri cattolici (scomunica maggiore).

Il più antico canone conservato prevedeva misure di punizioni corporali ed il patimento di umiliazioni varie.

### Codici penitenziali medievali latini
Sia nel codice penitenziale di Colombano di Bobbio sia in quello di Burcardo di Worms il peccato di sodomia è classificato tra i peccati più gravi, al fianco dell'omicidio; è punibile con una penitenza da tre a dieci anni. Il chierico o il monaco che arriva a commettere un simile crimine devono subire l'umiliazione, la prigionia e la retrocessione temporanea da tutti gli incarichi ed uffici.

### Regola monastica benedettina
La regola benedettina istituita da Benedetto da Norcia, fondatore del monachesimo occidentale, ha cominciato ad essere redatta intorno al 540; essa non contiene alcun riferimento diretto alla pratica omosessuale, ma si assicura comunque che venga in ogni maniera evitata all'interno del monastero.

### Decretum Gratiani
Graziano fece parte dei monaci camaldolesi, ma sostò per diverso tempo nel monastero benedettino di San Felice in provincia di Bologna; egli intraprese nel 1127 una nuova collezione di canoni della Chiesa latina che egli chiamò Concordia discordantium canonum, noto successivamente come Decretum Gratiani e che fu fatto pubblicare per la prima volta nel 1141. Esso divenne il fondamento del diritto canonico fino al 1917, data di promulgazione del Codice Piano Benedettino.
Sul tema della sodomia Graziano fa riferimento a Sant'Ambrogio, Agostino d'Ippona e a San Girolamo. L'idea principale è che le azioni disonorevoli contro natura sono riconosciute per essere le più gravi, peggio ancora della fornicazione e dello stesso adulterio; l'autore classifica quindi la sodomia assieme con l'incesto e la zooerastia, la cui penitenza viene calcolata in "un periodo di sette anni".

### Magistero dei pontefici romani nel corso del XVI secolo
Leone X nella costituzione Supernae firmata il 5 Maggio del 1514 dedica un'intera sezione speciale ai sodomiti, riproponendo e le sanzioni già sostenute sia nel diritto canonico sia nel diritto civile: §. 35 "se qualcuno, che sia chierico o secolare, è condannato per il reato a causa del quale l'ira di Dio cade sui figli della colpa, è punito con le pene imposte rispettivamente dai sacri canoni o dalla legge civile".

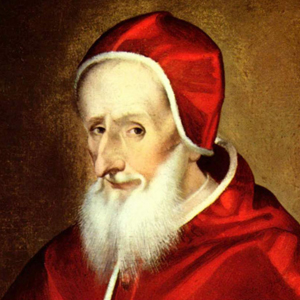
Ritratto di papa Pio V di El Greco.

Il suo successore papa Pio V ben due costituzioni che si riferiscono al peccato di sodomia. Il suo scopo principale è quello di permettere che i sodomiti vengano consegnati alle autorità secolari, in modo che siano applicate le sanzioni del diritto civile, vale a dire la pena di morte. La prima costituzione, Cum primum (1566) contiene, tra le altre cose, anche il rinnovo delle condanne contro i peccatori: la simonia, la blasfemia e la sodomia ("l'esecrabile vizio contrario alla volontà naturale" (libidinis naturae contrariæ vitium §. 1) e il concubinaggio.

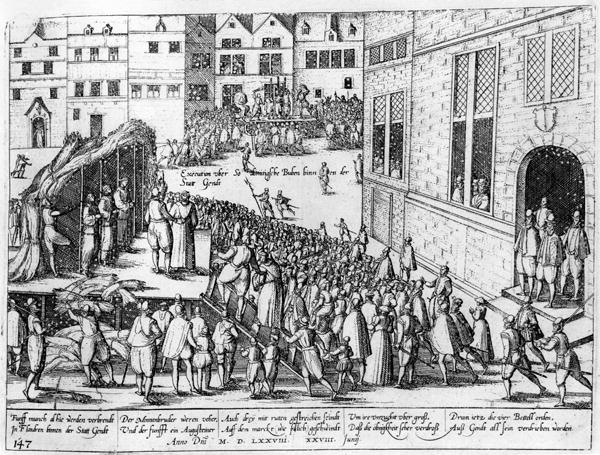
Esecuzione dei sodomiti a Gand (1578).

Nel §. 11 viene decretata la consegna alle autorità secolari di qualsiasi sodomita, chierico o laico: "se qualcuno ha commesso un crimine odioso contro la natura per la quali l'ira di Dio cade sui figli della colpa, venga consegnato al tribunale laico per essere punito adeguatamente e, se fosse egli un appartenente al clero, sia soggetto alla stessa pena dopo essere stato degradato da tutti gli ordini".
La seconda costituzione, Horrendum illud scelus (1568), è in linea con la prima, ma riguarda in particolare il clero e condanna tutti quelli che risultano essere noti per aver commesso il reato di sodomia alla degradazione, espulsione da qualsiasi ufficio pubblico o ecclesiastico e alla loro immediata consegna al potere secolare perché possano essere puniti alla stessa maniera dei laici: "questo spaventoso reato a causa della quale le città sporche e degradate sono state bruciate dal giudizio di Dio.. (§. 3) priviamo, con l'autorità di questo canone, tutti i sacerdoti e gli altri chierici secolari e regolari di qualsiasi grado o dignità.. di tutti i privilegi clericali, gli oneri, la dignità e il beneficio ecclesiastico. Così degradato siano essi consegnati immediatamente al potere secolare... per le dovute sanzioni legali" 106.

### Codice di diritto canonico cattolico romano (1917)
Il codice di diritto canonico della Chiesa cattolica romana promulgato da papa Benedetto XV nel 1917 (Codice Piano Benedettino) rimase in vigore fino al 1983. Per quanto riguarda i laici esso diceva al No. 2357. §. 1 che i laici legittimamente condannati per la violazione del sesto comandamento, commessa con minori di 16 anni o per stupro, sodomia, incesto, sfruttamento della prostituzione, sono tristemente famosi per estensione e vengono condannati per i fatti medesimi, oltre ad altre sanzioni che il giudice ordinario vorrà loro infliggere.
Per quanto riguarda i religiosi al §.2 No. 2359. affermava che se hanno commesso un crimine contro il sesto comandamento con minori di sedici anni, o praticato l'adulterio, lo stupro, la zooerastia, la sodomia, lo sfruttamento della prostituzione o l'incesto con i propri parenti di sangue o di primo grado, dovrebbero essere sospesi, dichiarati infami, privati di tutti gli uffici, i benefici, la dignità o il supporto che potrebbero avere e, nel peggiore dei casi, devono essere deposti.
La cosiddetta "punizione d'infamia" era estremamente grave, dal momento che coinvolgeva la  "perdita totale o parziale di una buona reputazione tra persone oneste" oltre alla rimozione da qualsiasi qualifica negli uffici ecclesiastici e dallo svolgimento delle funzioni di fiducia come quella di "padrino e madrina al battesimo e alla confermazione o all'"arbitrato".

### Catechismo della Chiesa cattolica (1992)

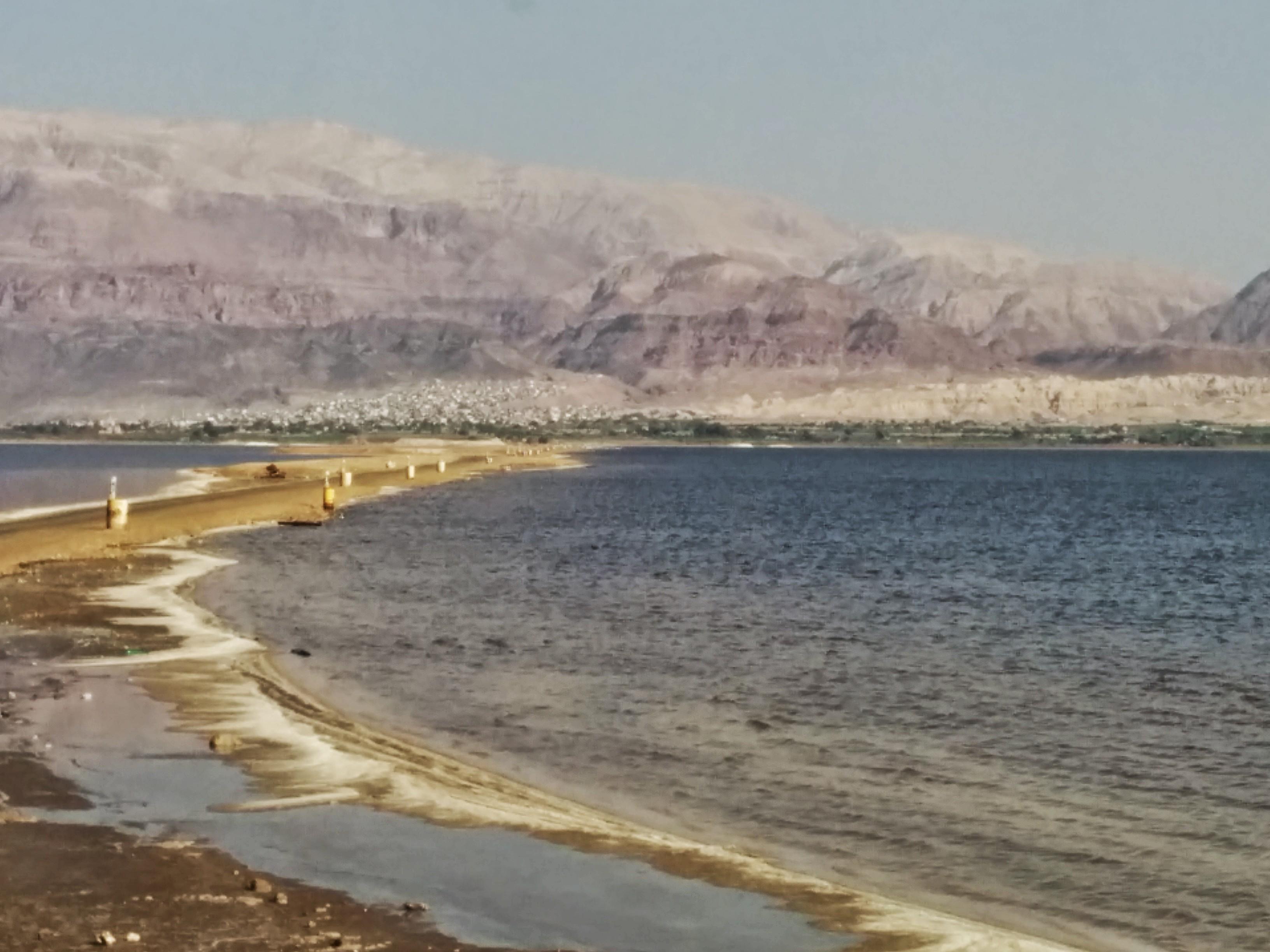
Mar Morto, la spiaggia di fronte a Sodoma.

Nel formulare un giudizio morale sull'omosessualità, il Catechismo della Chiesa cattolica usa i seguenti termini: "tendenze" (CCC, 2358), "relazioni" (2358), "atti" (2357) e "pratiche" (2396). In particolare il 2396 elenca le "pratiche omosessuali" tra i peccati contrari alla castità insieme ai rapporti sessuali extramatrimoniali (fornicazione) e alla masturbazione.
Nella letteratura cattolica sull'omosessualità, il termine "tendenza" è, per lo più, sinonimo di "orientamento sessuale" in senso scientifico (Miglietta, 2007; Danna, 2009), mentre l'uso del termine "relazioni" appare controverso. Distinguendo tra rapporti occasionali e relazioni affettive, alcuni autori parlano propriamente di "amore" anche con riferimento alle coppie dello stesso sesso. Ad esempio, il cardinale Basil Hume dichiarò: "l'amore tra due persone siano dello stesso sesso o di sesso diverso, va apprezzato e rispettato".

### Riepilogo delle fonti dottrinali
Possiamo ben vedere che l'omosessualità è chiaramente condannata sia nelle donne che negli uomini (vedi Burcardo di Worms), ma la penetrazione anale è particolarmente soggetta a stigmatizzazione; anche se compiuta tra un maschio e una femmina ·  essa viene considerata degradante e impura in quanto viola "l'ordine della natura" e offende Dio stesso, il suo ordinatore.
Gli antichi dottori della Chiesa usano sistematicamente come argomentazione l'episodio narrato nel Libro della Genesi 19 raffigurante la distruzione di Sodoma e Gomorra; secondo loro tale peccato è talmente grave da aver causato la condanna, il giudizio e la relativa punizione già in questa vita: le rovine visibili delle due città conservano la memoria del loro peccato mortale e richiamano alla mente il destino che Dio riserva a coloro che offendono la natura umana (raffigurante la stessa legge divina).
L'idea alla base di questa condanna è che l'unione sessuale cosiddetta "naturale" è soltanto quella che consente la procreazione; in quanto non conduce direttamente alla procreazione il "vizio sodomitico" è stato considerato alla stregua di un omicidio, una forma estrema di perversione umana. Inoltre l'omosessualità avrebbe attentato gravemente alla distinzione del "genere": virilità (attività, forza e coraggio) e femminilità (passività, debolezza, dolcezza) voluta dal Creatore medesimo; quindi essa minaccia l'autorità, la trascendenza e la santità dei "servi di Dio".
Con la punizione divina che incorre nei confronti di coloro che non generano una nuova vita, l'omosessualità è stata pertanto vista come una minaccia totale per la comunità, per la sua stessa sopravvivenza; così, nel 1497, durante l'epidemia di peste a Venezia il "Consiglio dei Dieci" ha qualificato la sodomia come il crimine più folle, il peccato più infame, il desiderio più diabolico.

## Il dibattito teologico nel XX secolo
Edward Schillebeeckx osservava che «È notevole che i padri della Chiesa, che considerano tutti la procreazione e la fondazione di una famiglia come l'unico senso autentico della vita sessuale, non sentano mai il bisogno di dimostrarlo con un'argomentazione. Per loro come per tutto il resto del mondo primitivo e antico, si tratta di una evidenza che non è contestata da nessuno e che non ha bisogno di essere provata: è il presupposto comune, mai messo in dubbio, di tutte le loro considerazioni. Quando S. Agostino vuole insistere sul dovere della procreazione, rinvia semplicemente al contenuto del contratto matrimoniale, positivo e giuridico, qual era formulato nelle tabulae nuptiarum, nelle quali si faceva esplicitamente menzione della procreandorum filiorum causa. L'evidenza originaria, mai messa in questione, è così confermata giuridicamente dal diritto romano» (Doc, Diritti del sesso e matrimonio, Mondadori, Milano, 1968, pp. 32 s.).
Il teologo tedesco Herbert Doms, nel suo libro Vom Sinn und Zweck der Ehe (Breslavia, 1935), tradotto subito nelle principali lingue europee, mosse una critica alle posizioni classiche della corrente agostiniana e tomista, pur ribadendo il primato del fine estrinseco della prole, sottolinea nella posizione classica una insufficiente valorizzazione del fine intrinseco e immanente del vincolo affettivo che unisce i coniugi, che rischierebbe, a suo giudizio, di togliere ogni significato al matrimonio, laddove non ci fosse la possibilità concreta di un accoppiamento fecondo, e d‘altra parte non giustifica quanto c‘è di positivo nella vita matrimoniale per la perfezione personale degli sposi.
Alcuni teologi preferiscono sostituire il termine "persona omosessuale" con "persona omo-affettiva". Benché il termine "persona omosessuale" venisse usato nel catechismo, esso non includeva fraintendimenti sia all'interno della trattazione specifica nel catechismo sia nel periodo di promulgazione del catechismo stesso, ossia non intendeva un terzo polo sessuato ma semplicemente una tendenza presente per "genesi" non chiara tra le due polarità sessuali, maschio e femmina.
Alcuni teologi di corrente progressista, rilevano che nel caso degli omosessuali l'invito alla castità viene a coincidere con una non piena realizzazione della personalità e del progetto divino nei confronti di ogni uomo, poiché il fine unitivo e procreativo non si compie né nella vita famigliare né in quella sacerdotale, dalle quali restano esclusi.
La corrente teologica a favore della relazione omosessuale come "bene minore" rileva che nella relazione sussistono i tre elementi con cui il tomismo definisce l'amore umano e divino: dono, gratuità e fedeltà. Permane la differenza sostanziale riguardo alla possibilità del conseguimento dell'unico fine unitivo e procreativo (o propriamente fine procreativo, che incorpora anche quello unitivo) con un unico atto sessuale, come invece può accadere nell'unione di uomo e donna: fine inevitabilmente unico perché riguarda l'unità della persona, corpo e anima, mescolati e inseparabili. Altro punto critico è che la conoscenza non può essere aprioristica secondo il tomismo (ad eccezione della fede), ma parte sempre dal mondo naturale e sensibile per arrivare a posteriori all'intelletto e alla trascendenza della sostanza spirituale, come accade con le cinque vie: nell'antropologia di Tommaso, la conoscenza dell'ente, e in particolare delle creature viventi, procede di pari passo con l'amore, che hanno la fonte prima e il fine ultimo nel Creatore.

## I diritti delle persone omosessuali secondo la Chiesa cattolica
La Chiesa cattolica ha offerto indicazioni circa il riconoscimento della condizione omosessuale e i diritti delle persone omosessuali, in varie occasioni, attraverso l'organo della Congregazione per la dottrina della fede:
- Il 24 luglio 1992 con il documento Alcune considerazioni concernenti la risposta a proposte di legge sulla non discriminazione delle persone omosessuali [85]. In esso si dice che "non vi è un diritto all'omosessualità, che pertanto non dovrebbe costituire la base per rivendicazioni giudiziali".
- Il 31 luglio 2003 con il documento Considerazioni circa i progetti di riconoscimento legale delle unioni tra persone omosessuali.

A fine 2008 mons. Celestino Migliore, osservatore permanente della Santa Sede presso le Nazioni Unite, si è espresso contro un progetto di dichiarazione proposto dalla Francia a nome dell'Unione europea per chiedere la depenalizzazione universale dell'omosessualità e la promozione dell'identità di genere, contestando il fatto che nella forma in cui è stato presentato esso non si limita a chiedere l'abolizione del reato e delle pene previste per gli omosessuali in alcuni Paesi, ma aprirebbe anche la strada alla condanna, in quanto "discriminanti", di quei Paesi che negano agli omosessuali il matrimonio, introducendo in tal modo «nuove ed implacabili discriminazioni».
Nel 2011 la Chiesa, attraverso le parole dell'Osservatore permanente della Santa Sede presso l'ufficio dell'ONU a Ginevra Silvano Tomasi, ha espresso un forte dissenso all'inclusione dell'orientamento sessuale e dell'identità di genere tra i diritti umani, come deliberato dalla Commissione dei diritti umani delle Nazioni Unite.

La Chiesa Cattolica chiede esplicitamente agli Stati di affermare chiaramente il carattere immorale di questo tipo di unione e di contenere il fenomeno entro limiti che non mettano in pericolo il tessuto della moralità pubblica, aggiungendo inoltre che si tratta di un male che va tollerato e non approvato o legalizzato.
Durante il volo di ritorno dal viaggio apostolico a Cuba e negli Stati Uniti d'America del 2015, Papa Francesco ha espresso il suo personale consenso alla previsione dell'obiezione di coscienza a favore dei funzionari governativi che non intendono rilasciare licenze matrimoniali fra persone dello stesso sesso. Contestualmente, ha definito l'obiezione di coscienza come elemento dei diritti umani che dovrebbero appartenere a qualsiasi ordinamento giurisdizionale.
Il 2 ottobre 2023 ha dichiarato che «Le decisioni che, in determinate circostanze, possono far parte della prudenza pastorale, non devono necessariamente diventare una norma. Cioè, non è opportuno che una Diocesi, una Conferenza Episcopale o qualsiasi altra struttura ecclesiale abiliti costantemente e ufficialmente procedure o riti per ogni tipo di questione, poiché tutto “ciò che fa parte di un discernimento pratico davanti ad una situazione particolare non può essere elevato al livello di una norma”, perché questo “darebbe luogo a una casuistica insopportabile”. Il Diritto Canonico non deve né può coprire tutto, e nemmeno le Conferenze Episcopali con i loro documenti e protocolli variati dovrebbero pretenderlo, poiché la vita della Chiesa scorre attraverso molti canali oltre a quelli normativi»., aggiungendo che Tradizione e Sacra Scrittura necessitano di un'interpretazione che distingua la sostanza perenne dalle influenze culturali.
Nel giovedì santo del 2023 Jose Fuerte Advincula è stato il primo cardinale nella storia della Chiesa ad eseguire la lavanda dei piedi ad un rappresentante della comunità LGBT che si sia impegnato a vivere in castità e purezza sessuale il proprio cammino di fede cattolica.
Anche la Fraternità sacerdotale San Pio X ritiene che la tendenza omosessuale non causi l'esclusione dalla comunione con la Chiesa cattolica, ma soltanto l'atto omoerotico. 

### Unioni omosessuali
Dal punto di vista dottrinale, qualsiasi tipo di unione o di convivenza tra omosessuali non è legittimato all'interno della comunità cattolica; anche se molte nazioni con popolazione a maggioranza cattolica hanno legittimato  il matrimonio.
In particolar modo, il riconoscimento civile di queste unioni che preveda diritti quali la partecipazione all'eredità e alla reversibilità della pensione in caso di morte del partner, non è accettato in quanto comporta l'estensione di diritti e tutele che lo Stato già riconosce alle coppie eterosessuali sposate.

#### Lo sviluppo pastorale costituito dalla benedizione delle coppie omosessuali
Il 18 dicembre 2023, con la Dichiarazione Fiducia supplicans sul senso pastorale delle benedizioni, emessa dal Dicastero per la dottrina della fede, su impulso e successivamente previo esame e firma da parte di Papa Francesco, il Dicastero esprime chiarimenti rispetto alla vicinanza pastorale della Chiesa cattolica a quei credenti che si trovino in due tipologie di condizione particolari, quali le coppie in situazioni irregolari e le coppie dello stesso sesso: chiarimenti seguiti ad una richiesta di attenzione da parte della società e della comunità dei fedeli, anche non istituzionalizzata. Dopo aver precisato (par.II) "Il senso delle diverse benedizioni" e sottolineato altresì l’importanza di "evitare che «si riconosca come matrimonio qualcosa che non lo è»" (par.I), non meno che di evitare di "creare confusione tra ciò che è costitutivo del matrimonio, quale «unione esclusiva, stabile e indissolubile tra un uomo e una donna, naturalmente aperta a generare figli» […] e ciò che lo contraddice" (par.I), il documento si esprime su "Le benedizioni di coppie in situazioni irregolari e di coppie dello stesso sesso" (par. III), rilevando che si tratta di "benedizioni non ritualizzate" e non di "un atto liturgico o semi-liturgico, simile a un sacramento". Ciò permette altresì di chiarire che, proprio per questa ragione, di quest’ultimo quindi tali benedizioni non richiedono i presupposti vincolanti, di una condotta spirituale e morale aderente in maniera impeccabile alla non modificata dottrina della Chiesa rispetto alle suddette condizioni (irregolari o coppie dello stesso sesso), eppure comunque presupponendo atteggiamenti non di malafede ma dell’umiltà di chi "non pretende di sancire né di legittimare nulla", dell'umiltà di "sperimentare la vicinanza del Padre" "ogni oltre desiderio e ogni merito". Di qui la precisazione che tale benedizione "mai verrà svolta contestualmente ai riti civili di unione e nemmeno in relazione a essi. Neanche con degli abiti, gesti o parole propri di un matrimonio. Lo stesso vale quando la benedizione è richiesta da una coppia dello stesso sesso". Dacché, come la Dichiarazione conclude (par.IV), "La Chiesa è il sacramento dell’amore infinito di Dio", "anche quando il rapporto con Dio è offuscato dal peccato, si può sempre chiedere una benedizione, tendendo la mano a lui", "così ogni fratello ed ogni sorella potranno sentirsi nella Chiesa sempre pellegrini, sempre mendicanti, sempre amati e, malgrado tutto, sempre benedetti".
I vescovi di Malawi, Zambia e Nigeria si sono rifiutati di applicare la Fiducia supplicans.
Dall'agosto 2024 la diocesi di Hildesheim ha iniziato a benedire le transizioni di sesso nelle persone transessuali.

### Affido, adozione, genitorialità
Una particolare riserva viene mossa all'adozione delle persone omosessuali e delle coppie non sposate.
Secondo alcune posizioni, anche la sola estensione a tali unioni di tutele economiche potrebbe portare ad una legislazione favorevole alle adozioni da parte delle coppie di fatto: i criteri per la suddivisione dell'eredità, così come la reversibilità della pensione, sono contemplati all'interno del diritto di famiglia, e le tutele economiche per le unioni di fatto, estendendo a queste ultime le maggiori tutele che il diritto di famiglia assegna alle unioni matrimoniali, porterebbero ad un'equiparazione più estesa tra unioni di fatto e "famiglia".
In caso di genitori che interrompano la loro relazione/matrimonio per il manifestarsi dell'orientamento omosessuale di uno dei due, l'affidamento dei figli, si sostiene, dovrebbe favorire il genitore eterosessuale in quanto un genitore omosessuale, secondo la Chiesa cattolica, non potrebbe adeguatamente ricoprire il ruolo materno/paterno indispensabile alla crescita del bambino (nonostante le associazioni di psicologi e psichiatri sostengano che non c'è differenza tra le capacità genitoriali di coppie dello stesso sesso e di sesso opposto).

### La selezione nei seminari
Il 9 gennaio 2025 è entrato in vigore il documento La formazione dei presbiteri nelle chiese in Italia. Orientamenti e norme per i seminari, 89 pagine approvate dalla 78ª Assemblea Generale della Conferenza Episcopale Italiana, svoltasi ad Assisi dal 13 al 16 novembre 2023, e poi dalla Santa Sede con decreto del Dicastero per il clero. Il documento è frutto di nove anni di dibattito, richiama e supera le precedenti linee guida del 2005. Esso riprende e cita anche il precedente Il Dono della vocazione presbiterale. Ratio Fundamentalis Institutionis Sacerdotalis, del 2016.
Si richiede che gli omosessuali vivano in castità, non presentino tendenze omosessuali "profondamente radicate", non "sostengano la cultura gay" e che non siano incorsi in "delitti o situazioni problematiche" contro i minori (es. pedofilia, pedopornografia, ecc.) e gli adulti vulnerabili. (part. 44: "“Orientamenti e norme per i Seminari”) Inoltre, per i candidati in generale, è prevista la consulenza di professionisti per accertare che abbiano "una personalità sufficientemente sana.

## Critiche e controversie all'interno della Chiesa cattolica

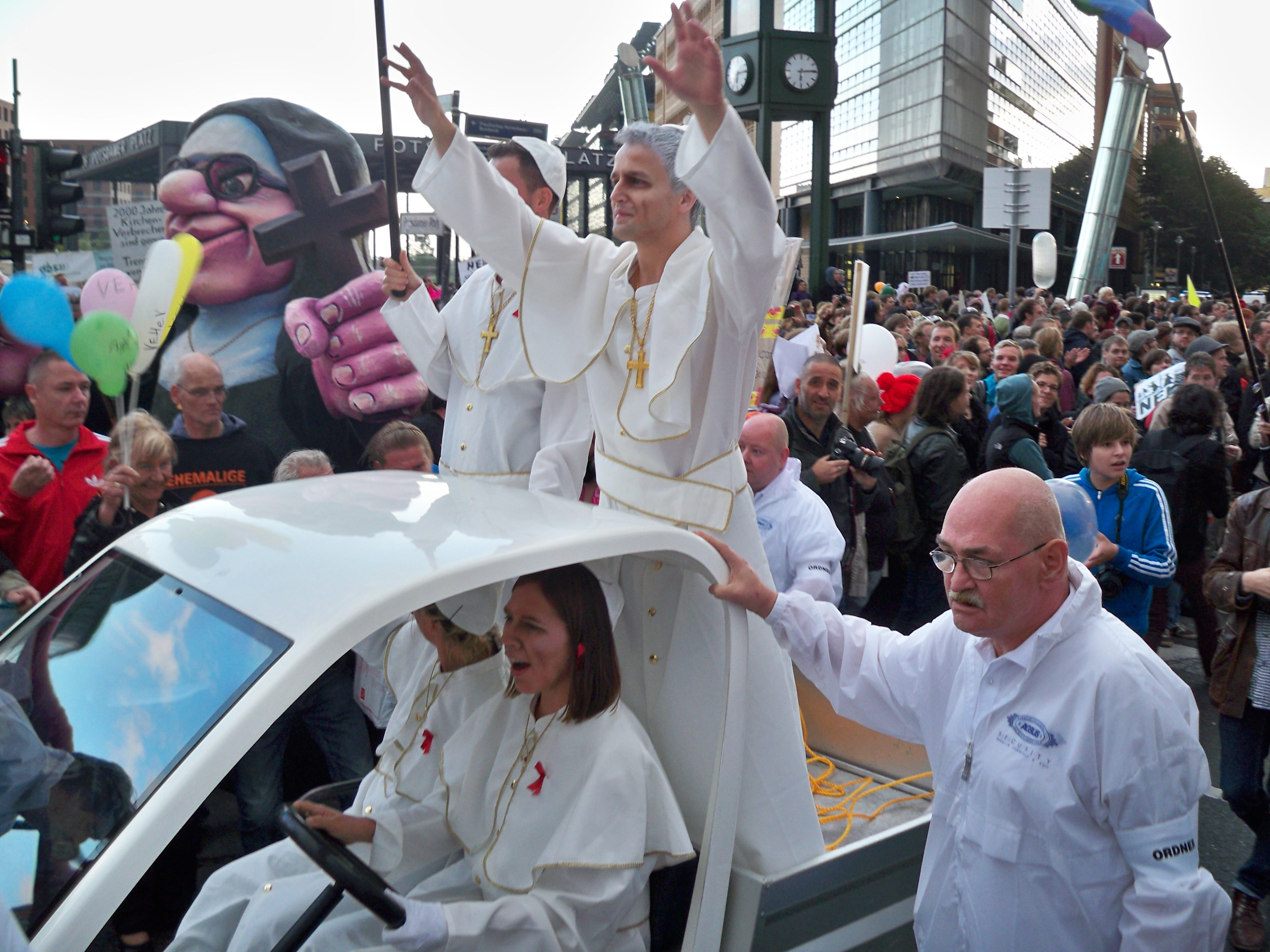
Manifestazione antipapista al gay pride di Berlino del 2011

Diversi critici sostengono che l'atteggiamento della Chiesa cattolica e di alcuni suoi aderenti rispetto agli omosessuali non sia di tolleranza e accettazione, ma che anzi arrivi alla discriminazione e all'omofobia. Lo stesso uso della parola tendenza al posto del termine orientamento, scientificamente corretto, esprime un voler assegnare all'orientamento omosessuale una posizione secondaria rispetto a quello eterosessuale. Le principali associazioni per la difesa dei diritti delle persone LGBT rimproverano alla Chiesa cattolica di imporre una visione confessionale e scientificamente scorretta, che si concretizza nella ferma opposizione manifestata ripetutamente all'approvazione di leggi che condannino le discriminazioni basate sull'orientamento sessuale, al riconoscimento civile delle unioni omosessuali e nei confronti di risoluzioni presso l'ONU che incoraggino una visione dell'omosessualità positiva e lontana dalle posizioni dell'alta gerarchia cattolica.
Le associazioni omosessuali hanno condannato fermamente l'opposizione manifestata dalla Santa Sede, nella persona di Celestino Migliore, suo Osservatore permanente presso le Nazioni Unite, alla "Dichiarazione sui diritti umani, l'orientamento sessuale e l'identità di genere" presentata presso le Nazioni Unite dalla Francia, in qualità di rappresentante dell'Unione Europea, nella quale si chiede la depenalizzazione dell'omosessualità in quegli Stati dove sono considerati reati gli atti omosessuali o l'omosessualità in sé stessa e si riafferma il principio di non-discriminazione, che richiede l'estensione dei diritti umani ad ogni essere umano indipendentemente dall'orientamento sessuale o dall'identità di genere. L'opposizione di Migliore era dovuta a quest'ultima richiesta, poiché molti Stati attualmente non riconoscono il diritto al matrimonio — indicato come uno dei diritti fondamentali nella Dichiarazione universale dei diritti umani — tra persone dello stesso sesso, e dunque attuano una discriminazione sulla base dell'orientamento sessuale. Il timore è quello che la mozione apra la strada alla condanna, in quanto "discriminanti", anche di questi Paesi e li obblighi a riconoscere nuove forme di matrimonio, cui la Chiesa è contraria.
Un altro esempio delle posizioni delle gerarchie ecclesiastiche cattoliche, lo si è visto in occasione delle elezioni presidenziali del Nicaragua, che si sono tenute il 5 novembre 2006. La Conferenza Episcopale Nicaraguense in una lettera inviata ai deputati dell'Assemblea Nazionale il 25 marzo dello stesso anno, ha chiesto che nel nuovo Codice Penale che si stava scrivendo: «si mantenga l'articolo 204 vigente che si riferisce alla sodomia. […] Abbiamo constatato una campagna internazionale diretta a dare legittimazione alle relazioni omosessuali, incluso la legalizzazione dei matrimoni tra persone dello stesso sesso. Per questa ragione, è indispensabile che Voi proteggiate la famiglia composta da padre, madre e figli, nucleo fondamentale della società nicaraguense ». L'articolo 204, primo comma, del Codice penale del Nicaragua così disponeva: «Commette reato di sodomia chiunque induca, promuova, propagandi o pratichi in modo vergognoso atti sessuali con persone dello stesso sesso. Verrà punito con la reclusione da 1 a 3 anni di prigione». Anche se al 2007 nessuno era processato in applicazione del detto articolo, esso criminalizzava i soggetti omosessuali, bisessuali e transessuali che praticavano atti sessuali in modo da dare scandalo, ed esisteva la concreta possibilità che di questo crimine fosse accusato anche chiunque svolgesse attività di supporto in favore dei diritti rivendicati dalle persone LGBT o fornisse informazioni e servizi relativi alla loro salute sessuale, «contraddicendo numerose disposizioni internazionali in materia di diritti umani». Con l'entrata in vigore del nuovo codice penale nel 2008, l'omosessualità è stata decriminalizzata in Nicaragua.

### Il dibattito sugli omosessuali cattolici
Fin dagli anni sessanta del XX secolo sono sorti spontaneamente in seno alla Chiesa cattolica, come in altre confessioni religiose e nella società in generale, movimenti, associazioni e gruppi di persone omosessuali. Questi movimenti, associazioni, gruppi, e le scuole di pensiero ad essi collegate non si basano su un approccio unitario, ma su una pluralità di ermeneutiche dottrinali, e su diversi orientamenti in campo pastorale, pedagogico, sociale e politico. Le attività proposte spaziano dalla direzione spirituale, al supporto pedagogico, alla socializzazione, alla condivisione comunitaria, fino alla promozione di iniziative di inclusione, partecipazione e non discriminazione nella Chiesa e nella società.
Da parte delle associazioni di omosessuali si contesta l'affermazione del "rispetto delle persone omosessuali", intendendo che detto rispetto dovrebbe comprendere l'integrazione sociale della persona omosessuale ed il riconoscimento dei suoi diritti civili, tra cui la possibilità di contrarre matrimonio o una forma di riconoscimento equivalente dell'unione.
Parallelamente, si è sviluppata una notevole letteratura cattolica, altrettanto variegata, sull'omosessualità. Alcuni autori e scuole di pensiero, adottano un punto di osservazione "interno" all'esperienza delle persone omosessuali cattoliche e della loro socializzazione. Altri movimenti, associazioni e gruppi, o più correttamente gli esponenti di altre scuole di pensiero, adottano un punto di vista "esterno", basato prevalentemente su approcci deduttivi a partire da principi dottrinali o teorici, unitamente ad approcci induttivi a partire da casi di persone omosessuali cattoliche infelici o insoddisfatte della loro condizione.
A livello teologico una minoranza di teologi cattolici tendono a criticare la posizione magisteriale e, senza arrivare mai ad una equiparazione fra coppie gay ed etero, propongono come "bene minore" (ma unico fattualmente perseguibile per le persone omosessuali) la relazione omosessuale stabile e fedele: espressioni di queste nuove tendenze teologiche sono Giannino Piana, Enrico Chiavacci in Italia e Charles Curran negli USA.
In tale prospettiva, questi autori si esprimono favorevolmente sul riconoscimento civile delle unioni omosessuali  , sulle adozioni per queste coppie e per la possibilità di celebrare benedizioni di coppie formate da persone dello stesso sesso.
A partire dal 1980, con la fondazione del Gruppo del Guado, si assiste al proliferare di gruppi di omosessuali cattolici, che hanno dato vita in Italia al Coordinamento gruppi di omosessuali cristiani in Italia (Coci).
Una protesta estrema contro l'atteggiamento della Chiesa nei confronti dell'omosessualità è stato il gesto di Alfredo Ormando, che, nel 1998, si diede fuoco in Piazza San Pietro.
Il 17 maggio 2007, in occasione dell'annuale Giornata internazionale contro l'omofobia, l'organizzazione non governativa Human Rights Watch ha inserito Benedetto XVI nella classifica dei leader che usano la loro autorità per negare diritti umani di base, con queste motivazioni: "il leader della Santa Sede è andato ben oltre l'espressione delle vedute teologiche della Chiesa sull'omosessualità. Il Papa è intervenuto nella politica in molti paesi per condannare o minacciare quanti sostengono gli uguali diritti o qualsiasi forma di riconoscimento per le famiglie di lesbiche e gay".

### Controversie pastorali e pedagogiche

#### Istruzioni pastorali e controversie
Il principale documento pastorale elaborato dalla Congregazione per la Dottrina della Fede, e sistematicamente riferito all'omosessualità, è la "Lettera ai vescovi sulla Cura pastorale delle persone omosessuali" (CPPO), del 1º ottobre 1986. Viene affermato, "in continuità con la tradizione e con il magistero", il principio dell'autorinnegamento, cioè "un rinnegamento di sé attuato nell'abbandono alla volontà del Padre" (CPPO, 12), "accettando il sacrificio fruttuoso della croce". Ciò equivarrebbe a una sostanziale richiesta di castità in senso celibatario: "Le persone omosessuali sono chiamate come gli altri cristiani a vivere la castità", astenendosi da "atti omosessuali" e da ogni "relazione omosessuale".
L'applicazione pratica di questo principio ha aperto una serie di controversie interpretative. Il "trasformazionalismo" pur accettando la tesi del celibato obbligatorio per gli omosessuali, ha proposto un cammino di trasformazione finalizzato al matrimonio tradizionale. Altri interpreti hanno, invece, supposto di considerare il problema della castità all'interno della relazione omosessuale. Ad esempio, il teologo morale don Leandro Rossi, nel saggio Quale castità per le persone omosessuali? (in AA.VV., Il posto dell'altro. Le persone omosessuali nelle chiese cristiane, Meridiana, 2000), ha sostenuto che, nella valutazione morale della relazione omosessuale, occorra tener conto dell'amore omosessuale.
La CPPO ha invitato i vescovi e le conferenze episcopali ad occuparsi della pastorale per le persone omosessuali, ma prestando attenzione a non dare alcun tipo d'appoggio ad organizzazioni che trascurino, siano ambigue, o cerchino di sovvertire l'insegnamento della Chiesa, o i cui membri rivendichino di voler conformare la loro vita all'insegnamento di Gesù, pur avendo di fatto abbandonato l'insegnamento della sua Chiesa. La conferenza episcopale che ha raccolto più di tutte questo invito è la USCCB, la Conferenza episcopale degli Stati Uniti che ha pubblicato nel 1997 la lettera Always our Children. A tale documento sono state avanzate critiche dal NARTH. Per contro, il successivo documento della USCCB, Ministry to persons with a homosexual inclination, ha ricevuto critiche dall'associazione Dignity/USA.

#### Gruppi "trasformazionali"
In linea di massima, la pedagogia "ortodossa" presuppone che ogni sofferenza e difficoltà che può essere sperimentata a motivo della condizione omosessuale vada unita al "sacrificio della croce di Cristo", e che la persona omosessuale vada aiutata a vivere in castità, con umanità e rispetto, per tendere alla santità e alla perfezione cristiana. Il rapporto tra persone omosessuali è ammesso purché resti nei limiti di una "casta amicizia". Talvolta, però, alla pedagogia ortodossa è preferita la pedagogia "trasformazionale", che subisce l'influsso della "reparative therapy" (NARTH) e dei "transformational ministries" (Exodus, Desert Stream, Living Waters), sviluppatisi sia in ambiente cattolico che protestante negli USA, e si fonda, talvolta, su una cognizione della sessualità umana che è rifiutata dalla comunità scientifica internazionale. Generalmente si rivolge ai gruppi trasformazionali, spontaneamente o sulla base di una pressione della famiglia, quella parte di credenti omosessuali che desiderano fortemente la costruzione di un rapporto con una persona del sesso opposto finalizzata alla costituzione di una famiglia tradizionale. Essi vivono con grave sofferenza la condizione omosessuale.
I critici sostengono che la pedagogia "trasformazionale" vada ben oltre la promozione della "casta amicizia" prevista dalla CPPO, anzi, in molti casi, promuova lo sviluppo di un comportamento eterosessuale finalizzato al matrimonio, anche se rimane non verificato il "cambiamento" dell'orientamento sessuale. Questo getterebbe dubbi sulla validità del matrimonio contratto con la persona del sesso opposto e, se ne fosse consapevole, sull'integrità morale della persona omosessuale che contrae questo tipo di matrimonio. Esistono, inoltre, dei limiti deontologici alla pedagogia "trasformazionale". In particolare essa può avvalersi del supporto di psicologi solo a certe condizioni. L'APA ha denunciato che l'utilizzo di "terapie riparative" o "transformational ministries" può provocare maggiori sofferenze di quelle alle quali intenderebbe porre rimedio e può esacerbare il rischio di molestie nei confronti delle persone omosessuali. Tuttavia, la pedagogia "trasformazionale" potrebbe essere applicabile in armonia con le linee guida della pedagogia internazionale nel caso piuttosto teorico della "omosessualità situazionale", cioè nel caso in cui la persona mostri un comportamento "omosessuale" a fronte di un orientamento "eterosessuale", e sia quindi aiutata a scoprire la sua vera identità sessuale e a viverla coerentemente.
In Italia operano alcune organizzazioni "trasformazionali" senza un appoggio ufficiale dell'episcopato. Appare controversa la collocazione delle associazioni Obiettivo Chaire e AGAPO, simili all'associazione statunitense Courage. In particolare, AGAPO non si propone direttamente come un gruppo d'ispirazione cattolica e pare allinearsi con le principali cognizioni sull'omosessualità espresse dalla comunità scientifica internazionale (secondo cui l'omosessualità non è una malattia). Tuttavia, si presenta molto critica verso le terapie di tipo "affermativo" e ciò che definisce «stile di vita gay», non discostandosi, quindi, come impostazione dagli altri gruppi di ispirazione apertamente cattolica; non è chiaro, inoltre, se la pedagogia proposta sia "ortodossa" o "trasformazionale", ma è presente un forte sostegno verso i gruppi di ispirazione pedagogia esplicitamente trasformazionale, come il Gruppo Lot.
Nel 2007, negli USA, alcuni ex attivisti trasformazionali hanno sottoscritto una dichiarazione pubblica di scuse.
Alcune persone coinvolte in programmi trasformazionali si definiscono ex-gay, mentre alcune persone che abbandonano questi programmi si definiscono ex-ex-gay.
Esiste una limitata letteratura scientifica indipendente sugli approcci trasformazionali, prevalentemente di carattere etnografico. Nessuna pubblicazione attendibile ha comunque mai provato l'efficacia di tali approcci; le posizioni ufficiali della American Psychological Association, una delle istituzioni più autorevoli nel campo a livello mondiale, hanno dichiarato inutili e dannosi tali interventi.

#### Gruppi in dialogo con le diocesi
Il rapporto con le diocesi è molto variabile, e dipende dal tipo di gruppo, dal cammino che propone ai suoi membri, e dalla presenza o meno di membri del clero, anche in funzione di una direzione spirituale. In USA, l'AGLO di Chicago, a differenza di Dignity/USA ha optato per una intensa collaborazione con la locale Arcidiocesi. In altri casi, sempre negli USA, è la diocesi stessa a proporre una apposita pastorale (es. Los Angeles, Oakland, Cleveland). A Londra, il locale vescovo ha autorizzato una messa domenicale a Soho specificamente inclusiva delle persone omosessuali (che sono in gran numero in quel quartiere).
In Italia, i gruppi di omosessuali cattolici hanno contatti occasionali con la diocesi, improntati di norma alla cordialità. Talvolta, il vescovo locale nomina un responsabile diocesano per questo tipo di dialogo. Ad esempio, a Torino, i delegati diocesani per il dialogo con i gruppi di credenti omosessuali sono don Walter Danna e don Ermis Segatti. A Torino è stato recentemente costituito presso il gruppo Abele di don Ciotti un Centro di documentazione su fede e omosessualità intitolato a Ferruccio Castellano. Altri gruppi che hanno instaurato collaborazioni con la diocesi sono: Alle Querce di Mamre (Cremona), l'Arco (Parma).
Alcune parrocchie italiane concedono luoghi di culto per organizzare veglie di preghiera per le vittime dell'omofobia, nate spontaneamente nel 2007 e poi ripetute nel 2008 e nel 2009 in numerose città.

#### Approcci pastorali sperimentali: il "metodo Pezzini"
Completamente diverso sia dagli approcci tipici della pedagogia "trasformazionale" sia da quelli della militanza gay cattolica che contesta apertamente la gerarchia è stato il cosiddetto "metodo Pezzini". Questo metodo è tipico del gruppo La Fonte di Milano, di cui il prete omosessuale Domenico Pezzini fu animatore fin dal 1986. 
Il gruppo si propone di dare accoglienza a giovani e meno giovani che necessitano di conforto, condivisione, amicizia, preghiera, o che talvolta si sentono esclusi dalle famiglie o comunità ecclesiali a motivo della loro omosessualità. Altri gruppi simili sono sorti in altre città lombarde (come Bergamo o Cremona), proponendosi come gruppi di ascolto più che di trasformazione. Il "metodo Pezzini" parte dal presupposto che un ragazzo omosessuale attraversi, talvolta, una adolescenza o una giovinezza difficili, in cui fatica a trovare amici veri, spesso sperimentando l'esclusione dal gruppo dei pari. Allora, trovare ragazzi a lui simili, contribuirebbe non già ad indurlo in occasioni di peccato, ma primariamente ad alleviarlo da sofferenze, perché potrebbe più facilmente aiutarlo a non sentirsi escluso e incompreso. Pezzini, nei suoi libri, non difende la "libertà sessuale" degli omosessuali. Piuttosto, a partire da una situazione di fatto analoga a quella dei divorziati risposati, chiede alle coppie omosessuali di non sprecare soldi in viaggi o vestiti superflui, ma di attuare forme di beneficenza e altruismo. La missione che si pone è quella di mettersi in ascolto, anteponendo a qualsiasi altra priorità pedagogica, la indefettibile "prassi di totale e cordiale accoglienza" della Chiesa. Questo approccio è stato riaffermato dallo stesso presidente della CEI cardinale Angelo Bagnasco, quando, a proposito delle persone omosessuali, ha dichiarato che la Chiesa opera con "lo spirito e la prassi di totale e cordiale accoglienza verso tutte le persone". Gli incontri dei gruppi si svolgono generalmente in due parti. Nella prima viene presentato un tema biblico al quale segue una discussione basata sulle esperienze personali. Nella seconda parte si prega insieme o si va insieme a Messa.
In generale, questo approccio ha ricevuto critiche sia da alcuni cattolici fortemente conservatori che lo considerano "equivoco", sia dal movimento gay che accusa gli aderenti di questi gruppi di rinnegare l'impegno per la causa omosessuale. Non esiste una letteratura specifica sui risultati complessivi di questo approccio.

#### Altre iniziative pedagogiche e pastorali negli USA
Gli USA sono il terzo paese al mondo per numero di cattolici (61 milioni di fedeli nel 1998) e sono attive numerose iniziative pedagogiche e pastorali per le persone omosessuali cattoliche.
Dal 1994 è operativa la National Association of Catholic Diocesan Lesbian and Gay Ministries (NACDLGM), che riunisce gli operatori pastorali diocesani coinvolti nella cura pastorale degli omosessuali.
Dal 1977 è operativa l'associazione New Ways Ministry, fondata da padre Robert Nugent e da suor Jeannine Gramick, successivamente interdetti dalla CdF, che promuove la ricerca e lo sviluppo di una pastorale cattolica "progressista" verso le persone omosessuali.
Nel 2004 è stata fondata da Casey e Mary Ellen Lopata l'associazione Fortunate Families, che riunisce genitori cattolici di ragazzi omosessuali, diversamente dall'italiana AGEDO, che riunisce genitori anche non cattolici. Fortunate Families apparentemente adotta approcci pedagogici ispirati alle linee guida della Always our Children.

#### Altri gruppi nel mondo
In Australia, operano i gruppi Acceptance, in Canada è presente Dignity/Canada, in Messico la Comunidad San Elredo.

#### Controversie sulla "cultura omosessuale cattolica"
La cultura o subcultura che deriva dai processi di esplicitazione e condivisione delle esperienze o di socializzazione fra omosessuali cattolici, indipendentemente dalla prospettiva pedagogica adottata, può dar luogo a particolari consuetudini, norme, linguaggi all'interno di quelle comunità, riprese talvolta in forma di produzione culturale (saggistica, letteraria, documentaristica, cinematografica o di altro genere) che sfida il comune senso di "cultura omosessuale" o "cultura gay", generalmente raffigurata come estranea alla cultura cristiana.
La letteratura etnografica e antropo-culturale delle comunità di omosessuali cattolici è molto limitata.

#### Controversie su omosessualità e santità
Sul rapporto fra omosessualità e santità esiste un dibattito all'interno del mondo omosessuale cattolico, come conseguenza del dibattito scientifico e religioso sull'omosessualità e sulle teorie sulla differenziazione dell'orientamento sessuale.
Il documento Persona humana di Paolo VI fa distinzione fra "tendenza omosessuale" (in sé neutra) e "comportamento omosessuale" (peccaminoso e condannabile). Documenti successivi del magistero sotto Giovanni Paolo II hanno però definito come "intrinsecamente disordinata" anche la tendenza in quanto tale, al tempo stesso dichiarando che la persona omosessuale è "chiamata alla castità" nel suo cammino verso la salvezza. Da queste prese di posizione si è aperto un dibattito, vivace soprattutto negli Stati Uniti d'America, sulla compatibilità fra tendenza omosessuale e perfezione cristiana, compresa l'espressione massima della santità.
Le questioni fondamentali poste dal dibattito sono:
1. può la persona omosessuale arrivare alla perfezione cristiana, oppure la sua tendenza sessuale lo esclude?
2. se la risposta è positiva, ci sono casi passati di persone omosessuali che hanno raggiunto tale forma di perfezione al punto da esser proclamati santi?
3. se la risposta è sì, chi sono queste persone, da utilizzare come modello spirituale?

La comunità gay cattolica statunitense ha iniziato quindi a individuare nelle agiografie quei dati che possano ricondurre a tendenze omosessuali, fino ad arrivare a stilare un possibile calendario di santi omosessuali, bisessuali e transgender. Particolarmente attivo su questa linea di ricerca è stato lo storico John Boswell.
Questo tipo di ricerca trova opposizione soprattutto tra i cattolici più conservatori e che esprimono una posizione più radicale nei confronti dell'omosessualità. Essi rifiutano il concetto stesso di "tendenza omosessuale" affermando che esiste un'unica tendenza, quella eterosessuale, rispetto alla quale l'omosessualità è una condizione da rifiutare perché deviante, immorale ed inadeguata.

### Controversie sulle discriminazioni
Controversie sull'ordinazione sacerdotale di candidati omosessuali
Una controversia sorta all'interno della Chiesa cattolica nel 2005 riguarda l'Istruzione che vieta ai candidati omosessuali o che sostengono la cultura gay l'ammissione al seminario o l'ordinazione sacerdotale. Tale Istruzione è entrata in vigore pochi mesi dopo l'insediamento del nuovo papa, Benedetto XVI. L'istruzione recitava:   «la Chiesa, pur rispettando profondamente le persone in questione, non può ammettere al Seminario e agli ordini sacri coloro che praticano l'omosessualità, presentano tendenze omosessuali profondamente radicate o sostengono la cosiddetta cultura gay».
In precedenza, con le Considerazioni del 1992, la CdF aveva già previsto altre forme di discriminazione: nell'assunzione di insegnanti di atletica, nel servizio militare, nella collocazione di bambini per adozione o affido.
L'Istruzione del 2005 è stata preceduta da un intervento del vescovo ausiliare di Detroit, Thomas Gumbleton, che ha difeso i sacerdoti omosessuali, e da una successiva lettera di protesta sottoscritta da 39 sacerdoti e religiosi omosessuali italiani.
Più recentemente i domenicani olandesi si sono pubblicamente espressi a favore degli omosessuali nell'ambito di una proposta di liberalizzazione della celebrazione eucaristica aperta al laicato.
Controversie sull'amore omosessuale
Benché la dottrina cattolica non concepisca come discriminazione il mancato riconoscimento della coppia dello stesso sesso, esiste una pluralità di controversie sulla natura dell'amore e della relazione omosessuale, incluso il tema del riconoscimento, sia di carattere teologico e pastorale, sia di carattere metodologico, sia di carattere sociale e politico.
- Controversie teologiche e pastorali. L'esegesi, anche ortodossa, chiarisce i particolari contesti nei quali si suppone che la Bibbia parli di omosessualità. Ad esempio, la vicenda di Sodoma sarebbe interpretata come una violenza contro gli stranieri e in San Paolo si vedrebbe un riferimento a riti osceni presenti nel mondo pagano[190]. Non si farebbe riferimento diretto all'amore omosessuale. La Congregazione per la Dottrina della Fede ha però rilevato che, seppure scritta in contesti molto diversi da quelli odierni, «esiste un'evidente coerenza all'interno delle Scritture stesse sul comportamento omosessuale. Perciò la dottrina della Chiesa su questo punto non è basata solo su frasi isolate, da cui si possono trarre discutibili argomentazioni teologiche, ma piuttosto sul solido fondamento di una costante testimonianza biblica.» e che per essere correttamente compresa, l'interpretazione della Scrittura dev'essere in effettivo accordo con la Tradizione della Chiesa. È Su queste basi che, a partire dagli anni Settanta del secolo scorso, la CdF ha codificato dettagliati insegnamenti in materia di "omosessualità" e di "relazione omosessuale". Gli autori ritenuti eterodossi come l'ex professore di teologia Charles Curran, l'ex gesuita John McNeill, e, in Italia, Franco Barbero, sacerdote dimesso dallo stato clericale, si spingono invece verso una reinterpretazione della relazione omosessuale. Barbero, in particolare, ritiene possibile riconoscere sotto il profilo religioso il patto d'amore fra due persone dello stesso sesso, impegnate in una relazione matura, fedele, libera. Recentemente, la rivista internazionale di teologia Concilium ha dedicato un intero numero "alle" omosessualità, ad indicare che la ricerca teologica, anche cattolica, inizia a valutare potenziali fallacie di una eccessiva generalizzazione del concetto di "relazione omosessuale". Nella pratica pastorale, talvolta, la coppia omosessuale viene in qualche modo "tollerata". Il cardinale Carlo Maria Martini, rispondendo a una domanda sulle coppie omosessuali in Conversazioni notturne su Gerusalemme Sul rischio della fede ha dichiarato: "non mi sarebbe mai venuto in mente di giudicare le coppie omosessuali. L'omosessualità condannata dalla Bibbia era motivata dalla prassi problematica dell'antichità, quando gli uomini avevano, accanto alla famiglia, amanti di sesso maschile, a volte anche ragazzi. Nel rapporto con l'omosessualità, tuttavia, nella chiesa dobbiamo rimproverarci di essere spesso stati insensibili". Il teologo inglese James Alison, dal canto suo, ha portato su un piano teologico quanto evidenziato anche dalle scienze psicologiche e da altre scienze sociali. Scrive Alison: "Di tutte le menzogne nessuna è più terribile e più devastante per il nostro essere di quella secondo la quale noi non siamo in grado di amare".
- Controversie di carattere metodologico. Alcuni autori hanno tentato di distinguere gli aspetti teologico-dottrinali (non falsificabili) dagli aspetti teorici (scientificamente vulnerabili e falsificabili di fronte a casi concreti), sia in una prospettiva di pastorale esperienziale (Gramick, Nugent), sia in una prospettiva psicologica (McNeill[191]), sia in una prospettiva epistemologica (Regis). Le concezioni di "amore omosessuale" e di "relazione omosessuale", da un punto di vista strettamente epistemico, dovrebbero fondarsi su rigorose evidenze conoscitive relative alle esperienze concrete degli omosessuali cattolici[192], come requisito utile ad evitare pregiudizi e generalizzazioni. Altri autori, come la teologa Mary Hunt, hanno sollevato il controverso problema del "potere" nella considerazione dell'omosessualità all'interno della Chiesa, analogo al problema della rappresentazione del genere femminile e del ruolo della donna. Se, cioè, possa un "potere" unicamente "maschile" ed "eterosessuale" cogliere efficacemente il significato del ruolo della donna e dell'omosessuale nella Chiesa e nella società[193]. Con riferimento a supposti condizionamenti antiomosessuali, altri autori, come il teologo tedesco Eugen Drewermann (autore di Funzionari di Dio. Psicogramma di un ideale), hanno inoltre congetturato che il clero cattolico sia fortemente condizionato da una presunta alta concentrazione di omosessualità repressa al proprio interno.
- Controversie di carattere sociale e politico. A livello dottrinale e pastorale, l'omosessualità è generalmente trattata come condizione generale e astratta oppure come condizione o comportamento individuale. L'aspetto sociale, sia nei termini di gruppi di pressione, sia nei termini di "relazione omosessuale" è visto, per lo più, come un fenomeno "da contenere"[194]. Nell'ambito della ricerca sociale cattolica è in corso un controverso dibattito sul riconoscimento civile di diritti per le persone omosessuali conviventi. In particolare, al centro del dibattito emerge il tema del "bene comune", tipico della tradizione della Dottrina sociale della Chiesa. Mario Picozzi scrive sulla rivista d'ispirazione cristiana "Aggiornamenti sociali":Il riconoscimento giuridico del legame tra persone dello stesso sesso, quale presa d'atto di relazioni già in essere, trova la sua giustificazione in quanto tale relazione sociale concorre alla costruzione del bene comune. Prendersi cura dell'altro, stabilmente, è forma di realizzazione del soggetto e al tempo stesso contributo alla vita sociale in termini di solidarietà e condivisione. Ed è proprio per questa relazionalità che il legame tra persone dello stesso sesso, così come avviene per altre forme di relazione sociale, può essere garantito, non nella forma di un privilegio concesso in funzione della particolare relazione sessuale, ma nel riconoscimento del valore e del significato comunitario di questa prossimità. (Aggiornamenti sociali, 06/2008, p. 444). Sono stati proposti esempi di "bene comune" e di "contributo alla vita sociale" da parte delle coppie omosessuali: "In una coppia le spese sono minori [...] perché, ad esempio, non si devono pagare due affitti, ma se ne paga uno solo. [...] La coppia genera una ricchezza sociale che i single non possono generare! La coppia può fare ciò che vuole di quel 40% di reddito risparmiato: spenderlo in viaggi, in gioielli, in cene fuori casa. Ma il superfluo può spenderlo anche per aiutare i più bisognosi, per beneficenza, per opere di carità." (Regis F., L'amore forte, p. 174). Benché con le Considerazioni del 2003, la Congregazione per la Dottrina della Fede avesse chiesto ai politici cattolici di votare contro qualsiasi proposta di riconoscimento delle coppie omosessuali, il sindaco di San Francisco, il cattolico Gavin Newsom, si è detto pubblicamente favorevole ai matrimoni omosessuali[195]. L'ex premier britannico Tony Blair, ora convertitosi al cattolicesimo, ha dichiarato che la Chiesa dovrebbe ripensare il suo approccio agli omosessuali[196]. Il presidente francese Sarkozy, cattolico, si era recentemente dichiarato "scioccato" per la posizione della Chiesa sull'omosessualità[197].